# Caso Catania
Caso Catania è l'espressione con cui si identifica un accadimento giudiziario del 2003, originato da sentenze relative al campionato calcistico di Serie B e sfociato in riforme strutturali dell'intera piramide italiana e della giustizia sportiva.

## Antefatti

### Normative vigenti
Il contenzioso affondava le proprie radici in casi di squalifiche inflitte a calciatori, normativa così trattata dal Codice di Giustizia Sportiva:
- «Il calciatore colpito da squalifica per una o più giornate di gara deve scontare la sanzione nelle gare ufficiali della squadra nella quale militava quando è avvenuta l'infrazione che ha determinato il provvedimento [...] il concetto di squadra espresso dal comma 3 non può essere dilatato e confuso — stante la sua specificità, rafforzata dal riferimento alle gare ufficiali con essa disputate — con quello di Società sportiva di appartenenza.» (Codice di Giustizia Sportiva, articolo 17, comma 3).[1]

- «La squalifica irrogata impedisce al tesserato di svolgere qualsiasi attività sportiva, in ogni ambito federale, per il periodo della squalifica, intendendosi per tale, nelle squalifiche per una o più giornate, le giornate in cui disputa gare ufficiali la squadra di appartenenza, ovvero quella in cui militava, quando è avvenuta l’infrazione che ha determinato il provvedimento disciplinare.» (Codice di Giustizia Sportiva, articolo 17, comma 13).[1]

Nella primavera 2003 assursero agli onori della cronaca episodi relativi ad atleti inibiti per la prima squadra, scesi tuttavia in campo tra le file della formazione giovanile a dispetto dello stop comminatogli: le controversie trassero origine dalla differente interpretazione con cui gli organi di giustizia si approcciarono ai singoli casi.

### I casi di Grieco e Martinelli
Gli avvenimenti specifici riguardarono Vito Grieco e Luigi Martinelli, rispettivamente centrocampista del Catania e difensore del Siena nel corso del campionato cadetto 2002-03, entrambi coinvolti nella succitata casistica:
- 2 - 4 febbraio 2003: durante Catania-Lecce del 2 febbraio (giocata al Massimino e persa 2-1 dai salentini[3]) Grieco viene espulso per un fallo di mano volontario[4], ricevendo (con provvedimento del 4 febbraio) un turno di squalifica.[5]
- 7 - 8 febbraio 2003: non partecipando all'anticipo della 22ª giornata tra Genoa e Catania (svoltosi in terra ligure e concluso 2-0 in favore dei padroni di casa[6]) il giocatore scende in campo, all'indomani, nella gara che la formazione Primavera disputa contro la Salernitana.[7]
- 30 marzo - 1º aprile 2003: in Siena-Cosenza del 30 marzo (finita 1-0 per i toscani[8]) il già diffidato Martinelli riceve un'ammonizione[1], incorrendo pertanto nello stop di un turno (formalizzato dal referto del 1º aprile).[9]
- 5 aprile 2003: mentre la prima squadra bianconera è impegnata col Napoli nella 29ª giornata di B[10], Martinelli viene schierato dalla Primavera contro i pari età della Ternana.[1]
- 12 aprile 2003: Catania-Siena del 30º turno si conclude 1-1[11], con Martinelli in campo per 90' e un rigore fallito da Grieco.[11]

## Avvenimenti

### Pareri giudici contrastanti (17 aprile - 6 giugno 2003)
Tramite un esposto presentato alla Lega Calcio il 17 aprile, Riccardo Gaucci — presidente del Catania e già nella dirigenza del Perugia — chiese la vittoria a tavolino del match tenutosi il sabato precedente imputando all'aggregazione di Martinelli con la Primavera un mancato rispetto della squalifica: il 24 aprile la Commissione Disciplinare ascrisse l'infondatezza di tale denuncia alla distinzione da operarsi tra competizione cadetta e giovanile, rigettando pertanto la segnalazione e confermando l'esito maturato sul campo. Di parere opposto risultò invece la Commissione d'Appello Federale (CAF), che accogliendo un altro ricorso deliberò il 28 aprile la sconfitta dei toscani per 2-0.
Forte del carattere definitivo attribuito al secondo grado di giudizio, la compagine rosazzurra tentò di scampare alla retrocessione: mentre nuovi episodi assimilabili a quello di Martinelli presero ad emergere, la salvezza per gli uomini di Guerini continuò a rappresentare un'incognita. Il 22 maggio la Corte Federale riportò in auge la sentenza della Commissione Disciplinare, a seguito del reclamo sporto dal club senese giorni addietro e avallato da altre società (nell'ordine Ascoli, Bari, Cosenza, Genoa, Hellas Verona, Messina, Napoli e Venezia): ripristinato l'esito di parità, dalla classifica stagionale furono dedotti i punti che la CAF aveva riconosciuto.
Tale provvedimento fu avversato da Gaucci, il quale sottopose nuove istanze al TAR cittadino e al CONI (presieduto da Gianni Petrucci) rifacendosi alla teorica inappellabilità spettante alla CAF: il giudice locale Vincenzo Zingales riabilitò in data 5 giugno quanto espresso dal verdetto d'appello, con l'intervento della giustizia amministrativa in tema sportivo configuratosi tuttavia quale violazione della clausola compromissoria. L'esito della gara contro il Siena era comunque da ritenersi sub iudice, dacché il pronunciamento definitivo risultava appannaggio dell'ente olimpico.

### Retrocessione sul campo e ripescaggio in via giudiziaria (7 giugno - 15 luglio 2003)
Il 7 giugno la squadra riportò sul Cagliari l'unico successo in trasferta del proprio torneo, senza però giungere alla salvezza per i contestuali risultati di lagunari e partenopei che la condannarono al quartultimo posto con 44 punti: un responso favorevole del CONI avrebbe tuttavia scongiurato la caduta in C1, divisione nella quale erano già sprofondate Genoa e Cosenza in aggiunta alla Salernitana. All'eventuale riscrittura della graduatoria sarebbe corrisposto uno spareggio tra i suddetti veneti e campani, quintultimi a pari merito: le squadre osteggiarono sin da subito l'ipotetico play-out, dacché non previsto dal regolamento e in ragione del periodo di vacanza spettante agli atleti.
A stagione appena terminata, la FIGC ricorse al Consiglio di giustizia siciliano (CGAR) indicando come risolutorio l'atto compiuto dalla Corte Federale il 22 maggio: i disaccordi insorti tra i vari organi di giustizia avevano però contribuito ad ingenerare un quadro confuso, suggerendo quali possibili vie d'uscita un ripescaggio dei catanesi o il congelamento delle retrocessioni.
Il TAR di Catania nominò Giuliano Urbani e Mario Pescante — rispettivamente ministro dei beni culturali e sottosegretario del medesimo dicastero — commissari ad acta con la funzione di rendere esecutiva la decisione promulgata da Zingales, formulando cioè una classifica favorevole al club di Guerini: il 16 giugno un decreto monocratico emesso dal Consiglio di Stato sospese tuttavia l'esecutività dell'ente regionale, mentre pochi giorni più tardi la Commissione Disciplinare valutò come irricevibile un reclamo del Venezia circa l'episodio che aveva coinvolto Grieco nel mese di febbraio.
La domanda avanzata dalla FIGC venne respinta dal CGAR il 26 giugno, assicurando agli Elefanti i punti in discussione e il mantenimento della categoria: il 1º luglio fu quindi il Consiglio Federale ad allinearsi alla risoluzione, emanando tra l'altro una delibera che invalidava il parere della Corte Federale. Decadute poi le ipotesi di uno spareggio-salvezza (col termine dell'annata agonistica occorso il 30 giugno) e di un arbitrato, l'ampliamento del torneo a 21 partecipanti in ragione del ripescaggio fu aspramente criticato dal presidente della FIGC Franco Carraro nonché da varie personalità del mondo calcistico.

### Nuovo intervento della CAF e controversia delle fideiussioni (16 luglio - 18 agosto 2003)
La vicenda conobbe una nuova svolta il 16 luglio, quando la CAF trattò un altro appello dei lagunari legato al caso di Grieco: ai neroverdi fu dunque assegnato il successo a tavolino per la partita contro i siciliani del 17 maggio, in precedenza persa sul campo. A tale ribaltamento corrispose un −3 in classifica per i rosazzurri, condannati quindi alla retrocessione.
Nella stessa giornata il TAR di Salerno operò il ripescaggio «con riserva» dei locali granata, fatto sul quale la decisione definitiva sarebbe poi giunta il 28 agosto: Genoa e Cosenza tentarono a loro volta di ottenere la riammissione dai rispettivi TAR, generando una bagarre legale che rischiava di porre a repentaglio la compilazione dei calendari. Un riesame accordato al ricorso della FIGC e il riscontro di vizi formali nella sentenza di Zingales indussero il CGAR a tornare sui propri passi, omologando le retrocessioni il 31 luglio.
Il 13 agosto un nuovo collegio riunitosi a Catania deliberò l'esclusione del Napoli — complice una serie d'irregolarità nelle fideiussioni che impedirono l'iscrizione al torneo — in favore dei locali, prima che le indagini appurassero una frode a scapito dei partenopei e non un atto doloso di questi ultimi.

### Il decreto salvacalcio e lo sciopero della Serie B (19 agosto - 10 settembre 2003)
Un tassello risolutivo venne posto solamente il 19 agosto, quando la FIGC — dopo un intervento del Consiglio dei ministri volto a evitare simili casi in futuro — deliberò l'annullamento delle retrocessioni per la sola stagione 2002-03: l'organico della nuova divisione cadetta risultò pertanto esteso a 24 compagini, con l'ammissione di una Fiorentina che impostasi nel recente torneo di C2 fu ulteriormente promossa (a causa di meriti sportivi e bacino d'utenza) in sostituzione del Cosenza dichiarato fallito. Ne conseguì pertanto un posto vacante nel gruppo A della Serie C1, attribuito ai corregionali dell'Arezzo che pure avevano terminato in coda la precedente annata.
L'effetto-domino si riverberò poi sul girone B comportando il ripescaggio di Fermana, Sora e Paternò: pur arresosi all'Aquila nei play-out, quest'ultimo (espressione calcistica di un comune sito anch'esso nella provincia catanese) riabbracciò la categoria dopo la vittoria assegnata dalla CCA per un match svoltosi a Pescara il 19 aprile e arriso ai Delfini con l'illegittima presenza in campo dello squalificato Antonaccio. L'assetto del terzo livello si completò col trasferimento della Sassari Torres al raggruppamento centro-settentrionale, fatto che concorse al reintegro di marchigiani e ciociari: una promozione compensativa dalla C2 riguardò infine il Catanzaro, cui aveva giovato il passaggio fiorentino alla lega superiore.
Il 24 agosto un boicottaggio pressoché unanime accolse la scelta della FIGC, tanto che delle 16 partite valevoli per la seconda giornata della fase a gironi di Coppa Italia non ne fu disputata alcuna: l'atto di protesta veniva sanzionato con sconfitte a tavolino e penalità in classifica, mentre la formula a 24 compagini era definita da parte sua «irreversibile». Alla coppa nazionale non partecipò tuttavia la Fiorentina, dacché già scesa in campo nella corrispettiva manifestazione di C antecedentemente all'iscrizione in B; la squadra calabrese riprendeva invece la propria storia dal panorama amatoriale dopo il sopraggiunto crollo finanziario.
Frattanto chiamata a negoziare un accordo sui diritti televisivi, sbrogliando in tal modo un'impasse che riguardava financo la partenza della Serie A, la Lega Calcio inserì in agenda sedute straordinarie nelle quali pianificare un risanamento degli organici dopo il «trauma» occorso: gli esponenti della serie B proclamarono un immediato sciopero, con la prima giornata del massimo torneo svoltasi regolarmente tra sabato 30 agosto e lunedì 1º settembre.
Durante l'assemblea organizzata a Milano il 3 settembre — data in cui, eccezion fatta per i campi di Cesena e Pisa, la coppa nazionale conobbe un'altra diserzione — i rappresentanti della Serie B ottennero di posticipare ulteriormente il via della competizione, cosicché la seconda giornata (in calendario il 7 settembre) slittò a propria volta: nella domenica in questione si tennero tuttavia gli incontri Catania-Cagliari e Napoli-Como, terminati rispettivamente 0-3 e 1-0.

### Accordo con le società e partenza del campionato (11 settembre 2003)
Il Consiglio Federale si riunì poi a Roma l'11 settembre, instaurando un compromesso con le società al fine di garantire il regolare avvio e svolgimento del campionato: non venne comminato provvedimento alcuno per le gare disertate, rilevando parimenti l'impossibilità di mutare l'organico in itinere per la corrente stagione agonistica.
In via eccezionale, e per il solo torneo 2003-04, furono disposte 5 promozioni dirette in Serie A con 3 retrocessioni dalla stessa: veniva inoltre stabilito uno spareggio interdivisionale sui 180', con protagoniste la 15ª classificata in massima divisione e la sesta della lega cadetta. Il ricambio con la C1 permaneva a 4 unità, prevedendo un eventuale play-out qualora il distacco tra le formazioni giunte al 20º e 21º posto non avesse ecceduto i 5 punti in classifica; l'equilibrio dell'intera piramide nazionale si assestò dunque a decorrere dalla stagione 2004-05, con la presenza di 20 squadre in Serie A e la partecipazione di 22 club alla B.
Includendo numerosi turni infrasettimanali — necessari anche per il recupero delle giornate saltate — la 72ª edizione della Serie B giunse a termine addirittura nel giugno 2004, facendo seguire alla stagione regolare (composta di 46 incontri) le già preventivate «code».

## Conseguenze

### Nuovo iter della giustizia sportiva
Il decreto-legge emesso dal Consiglio dei ministri il 19 agosto 2003 (ufficialmente denominato "decreto legge 19 agosto 2003 n. 220, recante disposizioni urgenti in materia di giustizia sportiva") venne ufficialmente convertito il 17 ottobre successivo, ridefinendo la procedura per i ricorsi alla giustizia sportiva: attribuito il primo grado alle singole federazioni, a TAR del Lazio e CONI fu riconosciuta la competenza circa gli appelli riservando poi l'ultima istanza al Consiglio di Stato.
La Camera di conciliazione e arbitrato — della quale Carraro sollecitò la massima rapidità ed efficienza — fu inoltre sancita quale ultimo livello per le controversie legate all'ambito sportivo.

### Riforma dei campionati
La riforma cui il calcio italiano era giocoforza addivenuto entrò in vigore nel settembre 2004, con i seguenti quadri:
| Campionato          | Partecipanti alla stagione 2003-04 | Partecipanti alla stagione 2004-05 |
| ------------------- | ---------------------------------- | ---------------------------------- |
| Serie A             | 18                                 | 20                                 |
| Serie B             | 24                                 | 22                                 |
| Serie C1 - Girone A | 18                                 | 18, poi 19                         |
| Serie C1 - Girone B | 18                                 | 18                                 |
| Serie C2 - Girone A | 18                                 | 18                                 |
| Serie C2 - Girone B | 18                                 | 18, poi 20                         |
| Serie C2 - Girone C | 18                                 | 18                                 |

### Esplicative
1. ↑  Ai fini della classifica, le gare Catania-Siena e Catania-Venezia sono rispettivamente omologate coi punteggi 2-0 e 0-2 "per decisione della giustizia sportiva"; cfr. nota bibliografica 50.
2. ↑  Catania, Genoa e Salernitana figurarono rispettivamente al 17º, 18º e 20º posto con la retrocessione evitata dalla riforma dei campionati; cfr. nota bibliografica 50.
3. ↑  Squalificato per un turno dopo l'espulsione rimediata in Sassari Torres-Pescara del 30 marzo 2003, Antonaccio non partecipò a Taranto-Pescara del 13 aprile scendendo tuttavia in campo il giorno precedente nella gara del Campionato Primavera Pescara-Bari; cfr. collegamento esterno (C.U. del 16 maggio 2003).

### Bibliografiche
1. 1 2 3 4 5 6 7 8 9 10 11 12 13   Francesco Rondini, Il "caso Catania" che cambiò la legge dello sport, su cittadellaspezia.com, 15 luglio 2013.
2. ↑  «Questo formato [a 20 squadre] resta in vigore fino al 2003-04 quando la FIGC, bloccando le retrocessioni in seguito alle sentenze dei Tribunali Amministrativi Regionali, crea una Serie B a 24 squadre con 5 promozioni e 3 retrocessioni dirette e 2 spareggi con gare di andata e ritorno: uno per la promozione-permanenza in Serie A, tra la quart'ultima classificata del massimo campionato e la sesta di B; un altro per la salvezza, tra la quart'ultima e la quint'ultima di B (spareggio che non si sarebbe giocato nel caso in cui il distacco tra le due squadre fosse stato superiore a 5 punti). Il risultato è un torneo di A allargato a 20 squadre ed una Serie B a 22.» Cfr. Panini, Campionato Serie B - Storia e regolamento, p. 247.
3. ↑   Catania-Lecce 2-1, su repubblica.it, 2 febbraio 2003.
4. ↑   Jacopo Manfredi, La Sampdoria torna in testa in attesa di Siena-Triestina, su repubblica.it, 2 febbraio 2003.
5. ↑   Due turni di stop per D'Aversa, in La Gazzetta dello Sport, 5 febbraio 2003.
6. ↑   Genoa-Catania 2-0, su repubblica.it, 7 febbraio 2003.
7. ↑   Comunicato stampa n. 97 (PDF), su legaseriea.it, 7 febbraio 2003,  p. 2. URL consultato il 2 febbraio 2022 (archiviato dall'url originale il 2 febbraio 2022).
8. ↑   Siena-Cosenza 1-0, su repubblica.it, 30 marzo 2003.
9. ↑   Guzman fermato per due turni, in La Gazzetta dello Sport, 2 aprile 2003.
10. ↑   Siena-Napoli 2-0, su repubblica.it, 5 aprile 2003.
11. 1 2   Catania-Siena 1-1, su repubblica.it, 13 aprile 2003.
12. 1 2 3   Antonio Fraschilla, Siena adesso rischia un punto, in la Repubblica, 18 aprile 2003,  p. 9.
13. ↑   Comunicato ufficiale n. 311 (PDF), su legaseriea.it, 24 aprile 2003,  p. 3. URL consultato il 9 febbraio 2022 (archiviato dall'url originale il 9 febbraio 2022).
14. 1 2   Siena, il punto è salvo: confermato l'1-1 di Catania, in la Repubblica, 25 aprile 2003,  p. 11.
15. 1 2 3   Gessi Adamoli, Sentenza Caf, Catania a 37 punti, in la Repubblica, 29 aprile 2003,  p. 11.
16. ↑   Angelo Di Rosa, Il Bari fuori dai guai, in La Gazzetta dello Sport, 10 maggio 2003.
17. ↑   Lorenzo Astori e Enrico Valente, Il Genoa guida la battaglia dei ricorsi, in La Gazzetta dello Sport, 15 maggio 2003.
18. ↑   Antonio Scuglia e Francesco Loi, Squalifiche: un bubbone o una bolla di sapone?, in Il Tirreno, 15 maggio 2003,  p. 19. URL consultato il 24 febbraio 2022 (archiviato dall'url originale il 24 febbraio 2022).
19. 1 2   Francesco Caruso, Oliveira ridà ossigeno al Catania, in La Gazzetta dello Sport, 18 maggio 2003.
20. ↑   Comunicato ufficiale n. 13 / CF (PDF), su figc.it, 23 maggio 2003,  p. 32.
21. 1 2 3   Serie B: al Catania due punti in meno, in la Repubblica, 23 maggio 2003,  p. 58.
22. ↑   Gaetano Imparato, Catania, salvezza appesa al filo, in La Gazzetta dello Sport, 1º giugno 2003.
23. 1 2   Il Catania deve attendere ma Petrucci lo bacchetta, in la Repubblica, 4 giugno 2003,  p. 12.
24. ↑   Il Tar accoglie il ricorso, il Catania ha due punti in più, su repubblica.it, 5 giugno 2003.
25. 1 2 3 4   Gianluca Moresco e Massimo Norrito, Due punti stravolgono la B, in la Repubblica, 6 giugno 2003,  p. 50.
26. ↑   Comunicato stampa (PDF), su figc.it, 6 giugno 2003.
27. ↑   Jacopo Manfredi, Serie B, finale ai veleni: promosse anche Ancona e Lecce, su repubblica.it, 7 giugno 2003.
28. ↑   Gaetano Imparato, Catania, l'ora della C1, in La Gazzetta dello Sport, 8 giugno 2003.
29. ↑   Catania retrocesso sub judice, in La Stampa, 8 giugno 2003,  p. 30.
30. 1 2 3 4   Ipotesi lontana: lo spareggio, in la Repubblica, 8 giugno 2003,  p. 10.
31. ↑   Gessi Adamoli, Preziosi continua la lotta, in la Repubblica, 9 giugno 2003,  p. 6.
32. ↑   Per il Catania in C1 deciderà il Ministero, in la Repubblica, 9 giugno 2003,  p. 40.
33. ↑   Fabrizio Bocca, Carraro, il calcio e la bomba Catania, in la Repubblica, 10 giugno 2003,  p. 46.
34. ↑   Ripescaggio sempre più vicino, in la Repubblica, 10 giugno 2003,  p. 11.
35. ↑   Fulvio Bianchi, Catania, è braccio di ferro, in la Repubblica, 12 giugno 2003,  p. 56.
36. 1 2 3   Fulvio Bianchi, Un commissario speciale per ridare la B al Catania, in la Repubblica, 13 giugno 2003,  p. 56.
37. ↑   Attilio Bolzoni, Catania, gol, giudici e cavilli, in la Repubblica, 14 giugno 2003,  p. 54.
38. ↑   Catania, annullata sentenza Tar, in la Repubblica, 17 giugno 2003,  p. 43.
39. ↑   Comunicato ufficiale n. 355 (PDF), su legaseriea.it, 19 giugno 2003,  p. 4. URL consultato il 2 febbraio 2022 (archiviato dall'url originale il 6 gennaio 2022).
40. 1 2   Corrado Zunino, Tribunale rimette il Catania in B, su repubblica.it, 27 giugno 2003.
41. ↑   Il Catania è in B, ma resta il caos, su repubblica.it, 2 luglio 2003.
42. ↑   Fulvio Bianchi e Corrado Zunino, Figc, via libera al Catania, in la Repubblica, 3 luglio 2003,  p. 50.
43. ↑   Marco Azzi, Il Napoli diffida la Figc, in la Repubblica, 3 luglio 2003,  p. 12.
44. ↑   Corrado Zunino, Caso Catania, Tar contro il Coni, in la Repubblica, 5 luglio 2003,  p. 51.
45. ↑   Corrado Zunino, Carraro si arrende: Serie B col Catania e altre venti squadre, in la Repubblica, 10 luglio 2003,  p. 48.
46. ↑   Fulvio Bianchi, Caso Catania, Preziosi duro, su repubblica.it, 13 luglio 2003.
47. 1 2   Fulvio Bianchi, Serie B sempre più nel caos: Catania in C, Salernitana in B, su repubblica.it, 16 luglio 2003.
48. ↑   La Disciplinare aveva detto no, su gazzetta.it, 16 luglio 2003.
49. 1 2 3 4   Corrado Zunino, Colpo di scena: Catania di nuovo in C, in la Repubblica, 17 luglio 2003,  p. 51.
50. ↑  Panini, Serie B 2002-2003, p. 327.
51. ↑   Fulvio Bianchi, Dal Tar uno stop alla Salernitana in B, su repubblica.it, 24 luglio 2003.
52. ↑   Gessi Adamoli, Serie B a 24, battaglia legale, in la Repubblica, 25 luglio 2003,  p. 8.
53. ↑   Franco Esposito, Aliberti torna in C1 in attesa del Catania in B, in la Repubblica, 25 luglio 2003,  p. 15.
54. ↑   Fabrizio Bocca, Sentenze capitali, in la Repubblica, 30 luglio 2003,  p. 47.
55. ↑   Il Catania resta in Serie C, la Lega vara i calendari, su repubblica.it, 31 luglio 2003.
56. ↑   Massimo Norrito, Catania, il derby più amaro, in la Repubblica, 1º agosto 2003,  p. 6.
57. ↑   Gianluca Moresco, Catania in C, via al calcio, in la Repubblica, 1º agosto 2003,  p. 41.
58. ↑   Roma, Napoli e Spal nei guai: a rischio l'iscrizione ai campionati, su repubblica.it, 4 agosto 2003.
59. 1 2   La diffida del Catania, in la Repubblica, 5 agosto 2003,  p. 41.
60. ↑   Fulvio Bianchi, Il Tar rimette il Catania in B, in la Repubblica, 14 agosto 2003,  p. 10.
61. ↑   Fulvio Bianchi, La battaglia del decreto, il calcio appeso a un filo, su repubblica.it, 17 agosto 2003.
62. 1 2 3   Fulvio Bianchi, Il calcio salvato per decreto, in la Repubblica, 19 agosto 2003,  p. 2.
63. 1 2 3 4 5 6   Corrado Zunino, Sì al decreto, Serie B a 24, in la Repubblica, 20 agosto 2003,  p. 8.
64. ↑   Premio inaspettato per la Fiorentina, su it.uefa.com, 20 agosto 2003.
65. 1 2 3 4 5 6  Panini, Serie C1 2002-2003, p. 369.
66. ↑   L'Aquila, giocatori in sciopero della fame: «Ridateci la C1» (PDF), in l'Unità, 20 agosto 2003,  p. 17.
67. ↑   Spinelli: "Carraro e le 4 ripescate giochino il loro minitorneo", su gazzetta.it, 21 agosto 2003.
68. 1 2   Corrado Zunino, Sarà un campionato infinito, in campo anche al mercoledì, in la Repubblica, 21 agosto 2003,  p. 10.
69. ↑   Il Brindisi spera nel ripescaggio ma tutto dipenderà dall'Aquila, in la Repubblica, 22 agosto 2003,  p. 2.
70. ↑   Svanita la C1, in la Repubblica, 23 agosto 2003,  p. 12.
71. ↑   Emilio Marrese, La squadra dei ribelli non ci sta, in la Repubblica, 24 agosto 2003,  p. 13.
72. ↑   Coppa Italia senza partite, Amato: "Il calcio è marcio", su repubblica.it, 24 agosto 2003.
73. ↑   Comunicato ufficiale n. 30 (PDF), su legaseriea.it, 26 agosto 2003,  p. 7. URL consultato il 21 ottobre 2022 (archiviato dall'url originale il 21 ottobre 2022).
74. ↑   Matarrese: "Se non parte la B si ferma anche la Serie A", su repubblica.it, 26 agosto 2003.
75. ↑   Fulvio Bianchi, Ultimatum di Galliani alla B ma i ribelli non si piegano, su repubblica.it, 26 agosto 2003.
76. ↑   Antonio Fraschilla, "Della Valle rinunci alla B", in la Repubblica, 26 agosto 2003,  p. 6.
77. ↑   Corrado Zunino, Cancellato il Cosenza, in la Repubblica, 28 agosto 2003,  p. 50.
78. ↑   Fumata nera sui diritti tv, Galliani: "La Serie A parte", su repubblica.it, 28 agosto 2003.
79. ↑   Accordo sui diritti tv, la Serie A parte domani, su repubblica.it, 29 agosto 2003.
80. ↑   Comunicato ufficiale n. 38 (PDF) [collegamento interrotto], su legaseriea.it, 29 agosto 2003.
81. ↑   Massimo Norrito, È ufficiale, oggi in B non si gioca, in la Repubblica, 30 agosto 2003,  p. 13.
82. ↑   Gianni Mura, "Juve, poi Inter e Lazio ma che calcio è questo?", su repubblica.it, 30 agosto 2003.
83. 1 2   Serie B, ancora fumata nera, su repubblica.it, 3 settembre 2003.
84. 1 2   Serie B, partenza nel caos, su repubblica.it, 7 settembre 2003.
85. ↑   Nel caos della B si sono giocate due partite, in La Stampa, 8 settembre 2003,  p. 31.
86. 1 2 3   Nino Sormani, La B trova la pace: domani si gioca, nessuna penalità e 5 promozioni, in La Stampa, 10 settembre 2003,  p. 30.
87. 1 2 3 4 5 6 7 8 9 10 11   Comunicati ufficiali n. 73/A e n. 74/A (PDF), su figc.it, 11 settembre 2003,  p. 5.
88. ↑   Piero Serantoni, Carraro: amnistia per i ribelli, in La Stampa, 12 settembre 2003,  p. 31.
89. ↑   Jacopo Piotto, Come sarebbe la Serie A a 16 squadre, su ultimouomo.com, 24 maggio 2017.
90. ↑   Jacopo Manfredi, La Serie B di nuovo in campo, si recupera la prima giornata, su repubblica.it, 23 settembre 2003.
91. ↑   Serie B 2003/04: un unicum nella storia del campionato cadetto, su metropolitanmagazine.it, 29 giugno 2022.
92. ↑   AA.VV., TUTTENOTIZIE, in La Gazzetta dello Sport, 17 ottobre 2003.
93. 1 2 3 4   Gianni Bondini, Petrucci e Carraro blindano la giustizia sportiva, in La Gazzetta dello Sport, 23 ottobre 2003,  p. 25.
94. 1 2  Como (in C1), Ancona e Viterbese (in C2) ammesse in sovrannumero dopo la composizione dei calendari; cfr.  Como in C1, Viterbese e Ancona in C2, in La Stampa, 11 settembre 2004,  p. 33.